# سكاريشوارا
سكاريشوارا هي قرية تقع في إقليم ألبا في رومانيا.

## السكان
حسب إحصائيات 2002 بلغ عدد سكان القرية 1,850 نسمة.